# Idiasta snizeki
Idiasta snizeki är en stekelart som beskrevs av Fischer 2008. Idiasta snizeki ingår i släktet Idiasta och familjen bracksteklar. Inga underarter finns listade i Catalogue of Life.